# 黄格胜
黄格胜（1950年9月—），广西武宣人，壮族，中华人民共和国政治人物，中国致公党党员。
曾任十一届全国政协常务委员、致公党中央副主席、广西壮族自治区委主委。广西艺术学院院长。2017年1月，不再担任广西壮族自治区政协副主席。
2008年，当选第十一届全国政协委员、常务委员，代表中国致公党，分入第十一组。